# Kocie języczki

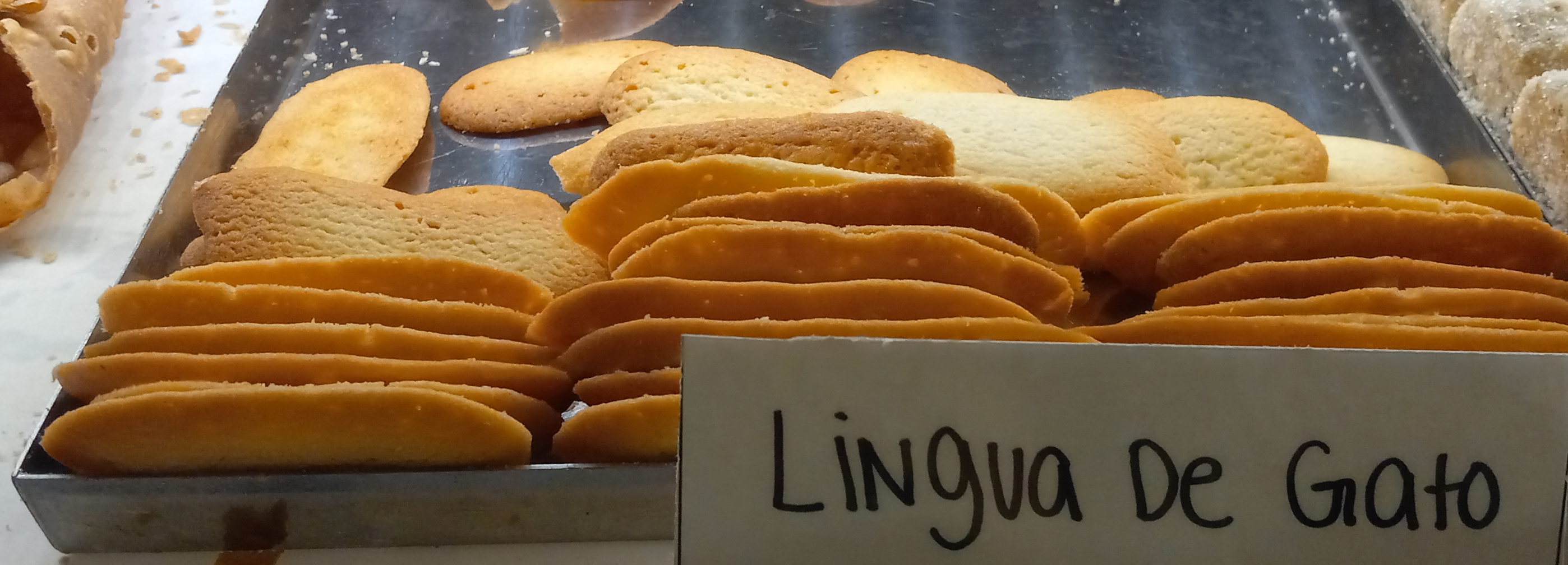
Ciasteczka kocie języczki

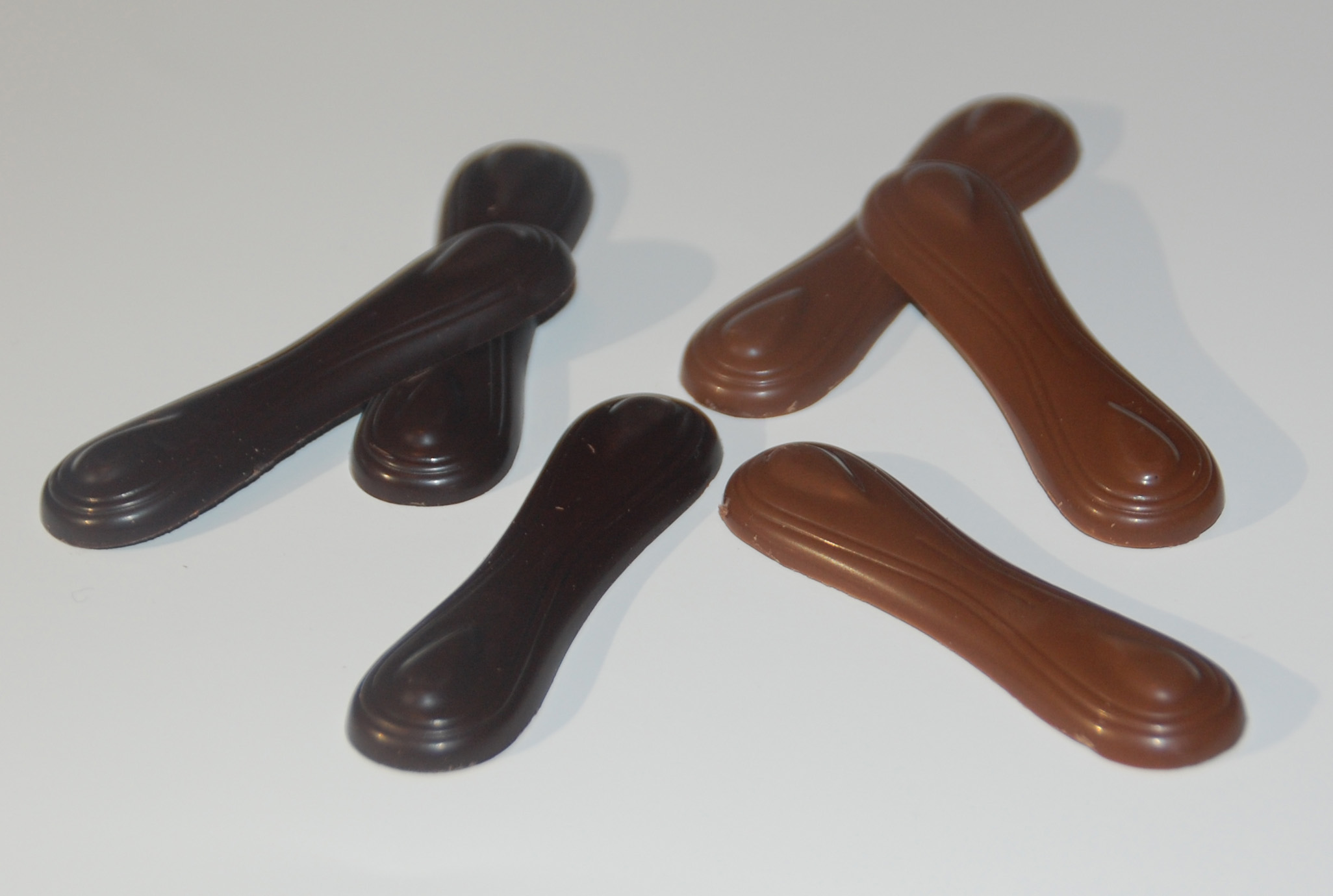
Czekoladowe kocie języczki

Kocie języczki – małe słodkie chrupiące ciasteczka w kształcie zaokrąglonego języka; nazwa odnosi się także do czekoladek w kształcie wąskich, zaokrąglonych języczków.

## Nazwa

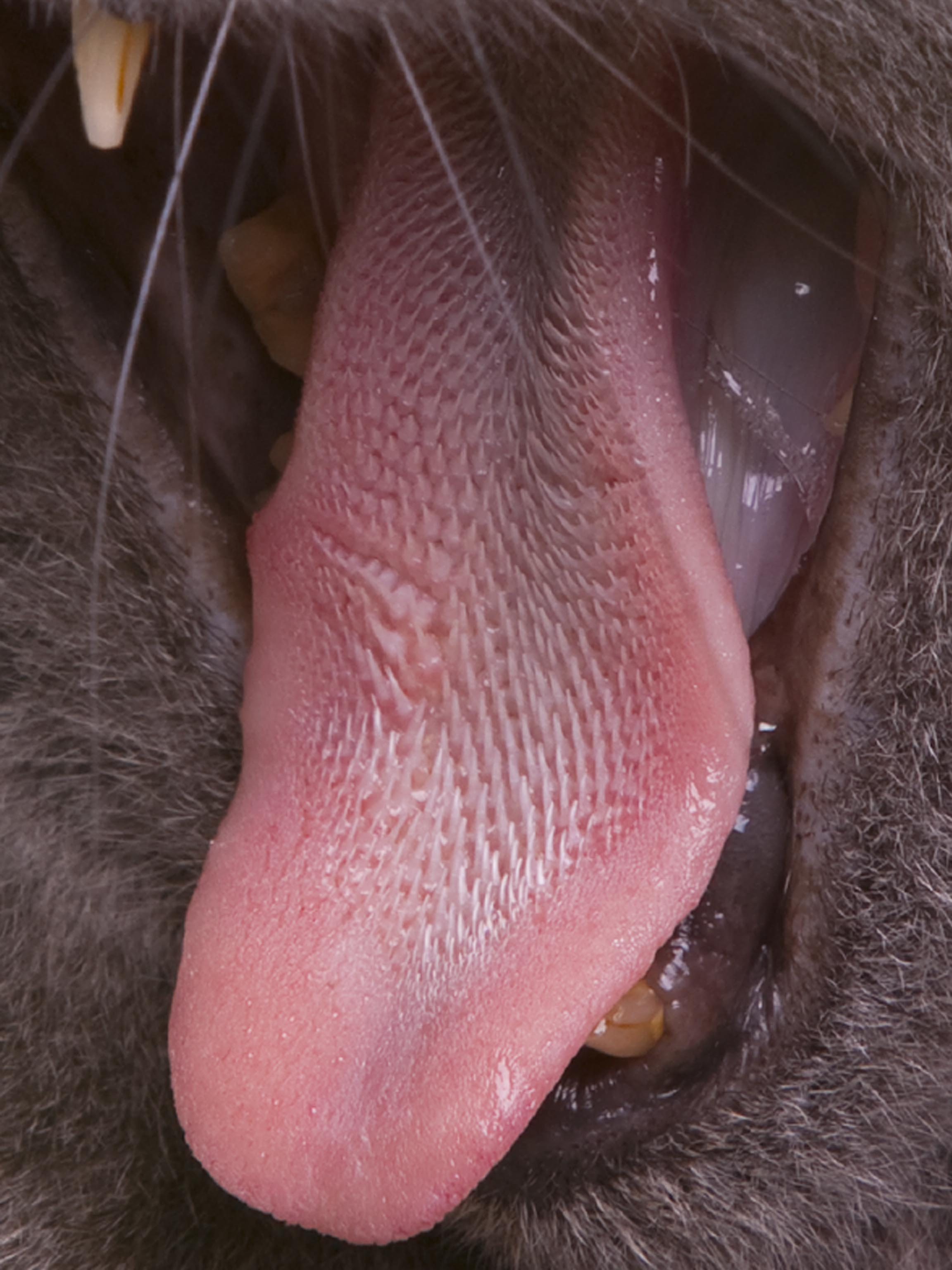
Fragment kociego języka

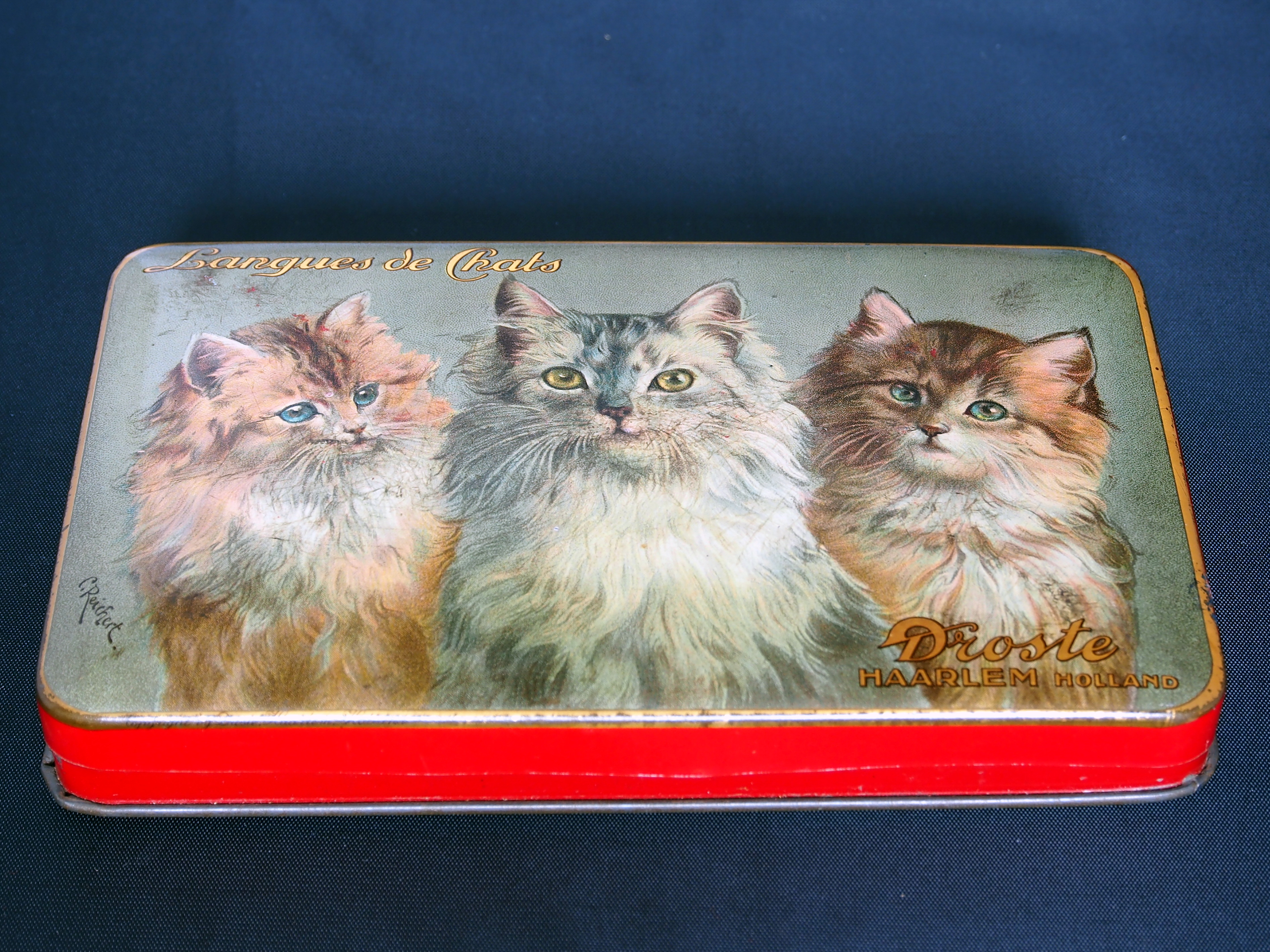
Dawne blaszane opakowanie na czekoladowe kocie języczki

Ciasteczka kocie języczki są znane na całym świecie i prawie wszędzie są nazywane (w tłumaczeniu) kocimi języczkami, np. w języku francuskim (langues-de-chat), angielskim (cats' tongues), włoskim (lingue di gatto), hiszpańskim (lenguas de gato), niemieckim (Katzenzungen), niderlandzkim (kattentongen) czy rosyjskim (кошачьи язычки). Znane są też w Indonezji (kue lidah kucing).
Nie jest pewne, kto i gdzie wymyślił te ciasteczka oraz nazwę dla nich. Biorąc pod uwagę ich recepturę (składniki i technikę przyrządzenia), przypuszcza się, że pierwsze kocie języczki zostały upieczone we Francji w XVII wieku. Kocimi języczkami bywają też nazywane podłużne biszkopty (buduary).
W niektórych językach termin „kocie języczki” jest stosowany do nazwania nie tylko ciasteczek, ale także lub jedynie słodyczy o podobnym wyglądzie, lecz wykonanych wyłącznie z czekolady.

## Ciastka maślane

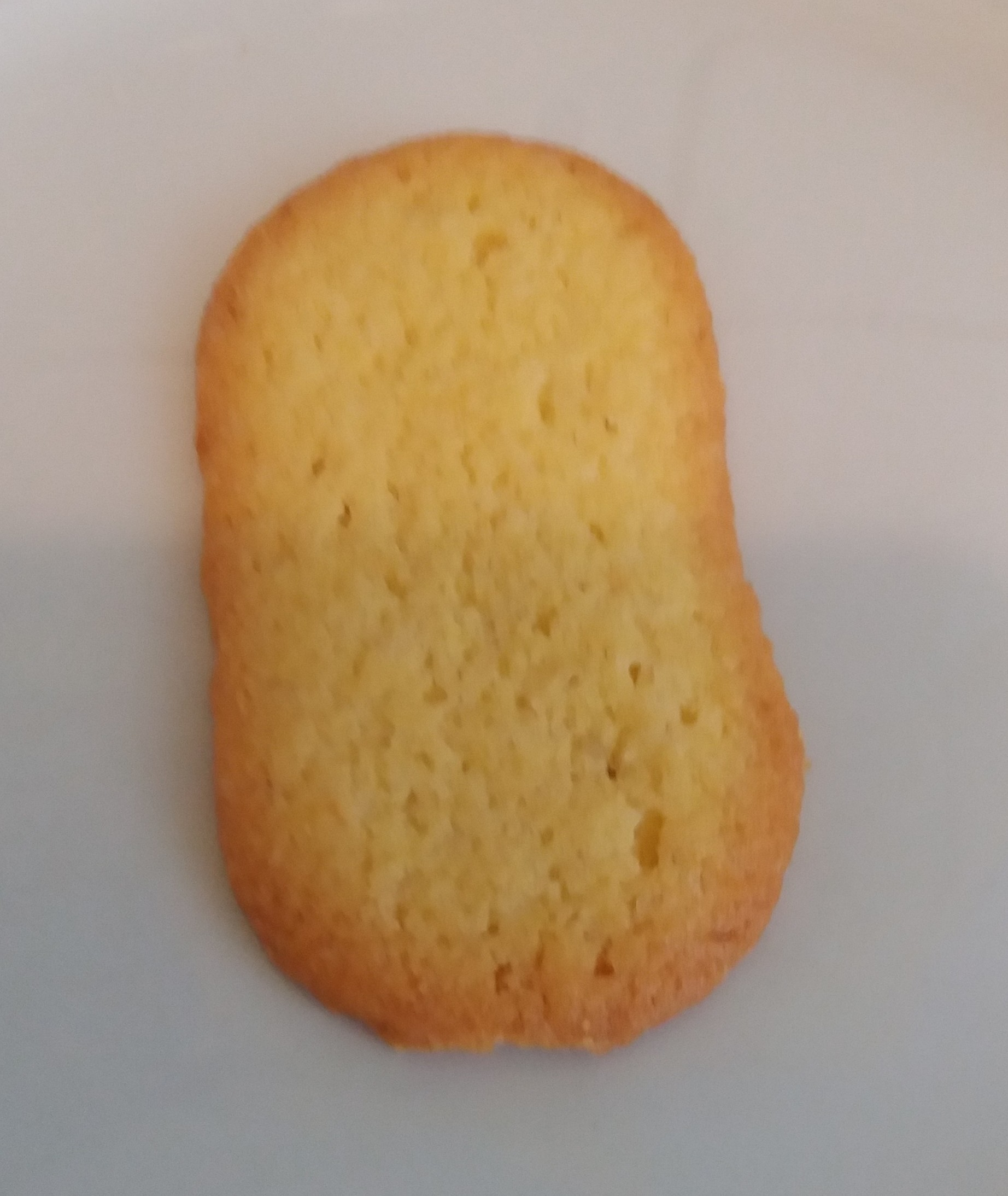
Pojedyncze ciasteczko

### Wygląd
Są to słodkie, delikatne w smaku, cienkie, podłużne pięcio- do ośmiocentymetrowe maślane ciasteczka o zaokrąglonych jasnobrązowych brzegach i o lekko szorstkiej złocistobrązowej powierzchni, przypominające kształtem kocie języki. 

### Receptura
Ich receptura najprawdopodobniej pochodzi z XVII wieku z Francji. Są wypiekane z ciasta wyrabianego z mąki, cukru i masła w równych proporcjach. Są łatwe do przygotowania i mają krótki czas pieczenia.
Składniki:
- mąka pszenna
- niesolone masło
- cukier puder
- białko jaja lub całe jajka (w zależności od przepisu)
- starta skórka z cytryny (do wersji o smaku cytrynowym)[12]
- cukier waniliowy lub laska wanilii (do wersji o smaku waniliowym)[12]
- szczypta soli

Składniki tylko lekko miesza się ze sobą. Surowe ciasto ma stosunkowo rzadką konsystencję.
Z surowego ciasta za pomocą rękawa cukierniczego z odpowiednią okrągłą końcówką wyciskane są na blachę porcje ciasta w kształcie kociego języczka. Dostępne są również metalowe formy do pieczenia kocich języczków. Ich pieczenie w uprzednio nagrzanym piekarniku trwa kilka minut.

### Podawanie
Kocie języczki są podawane do kawy lub herbaty, do deserów, a szczególnie do musu czekoladowego i zabaglione z owocami, oraz serwowane do lodów. Współcześnie dostępne są również w (częściowej) polewie czekoladowej lub nadziewane masą kremową lub dżemem umieszczonymi pomiędzy dwoma złączonymi ze sobą ciasteczkami.

### Przechowywanie
Kocie języczki należy przechowywać w szczelnym metalowym lub plastikowym opakowaniu, chroniącym przed dostępem powietrza i wilgocią, w suchym i chłodnym miejscu.